# Navjeet Dhillon
Navjeet Kaur Dhillon (née le 6 mars 1995) est une athlète indienne, spécialiste du lancer du disque. 

## Biographie
Elle remporte la médaille de bronze du lancer du disque lors des Jeux du Commonwealth de 2018, à Gold Coast.

## Palmarès
| Date | Compétition                   | Lieu       | Résultat | Épreuve          | Marque  |
| ---- | ----------------------------- | ---------- | -------- | ---------------- | ------- |
| 2012 | Championnats d'Asie juniors   | Colombo    | 2e       | Lancer du disque | 44,78 m |
| 2014 | Championnats d'Asie juniors   | Taipei     | 2e       | Lancer du disque | 53,66 m |
| 2014 | Championnats du monde juniors | Eugene     | 3e       | Lancer du disque | 56,36 m |
| 2018 | Jeux du Commonwealth          | Gold Coast | 3e       | Lancer du disque | 57,43 m |

## Records
| Épreuve          | Marque  | Lieu    | Date            |
| ---------------- | ------- | ------- | --------------- |
| Lancer du disque | 59,18 m | Patiala | 27 février 2018 |